# Beatrice Grimshaw
Beatrice Grimshaw o Beatrice Ethel Grimshaw (3 de febrero de 1870 - 30 de junio de 1953) fue una escritora y viajera de origen irlandés, que durante muchos años residió en Papúa Nueva Guinea.

## Biografía
Nació en Cloona House en Dunmurry,  ⋅Condado de Antrim, Irlanda, en una familia acomodada. Fue educada en privado, en Victoria College, Belfast, en Caen, Francia, luego en Bedford College, Londres y Universidad de la Reina de Belfast y nunca se graduó, aunque luego se afirmó que había sido profesora de Clásicos en Bedford Women's College. Su familia era miembro de la Iglesia de Irlanda, pero se convirtió al catolicismo después de dejar su hogar.
Trabajó para varias compañías navieras y luego como periodista independiente en Dublín. En el punto álgido de Bicycle Craze con sede en Dublín, contactó con Richard J. Mecredy, el propietario y ciclista irlandés, expresando su interés en el ciclismo y el periodismo; en 1891 se convirtió en colaboradora de la revista y dos años más tarde se convirtió en subeditor. Luego se hizo cargo de la publicación hermana de la revista, Social Review, que editó hasta 1903. Pero durante mucho tiempo tuvo el deseo de ver el Pacífico, y en 1904 fue contratada por el Daily Graphic (Londres),  para informar sobre las islas del Pacífico, según los informes, navegando alrededor de las islas del Pacífico en su propio bote. Se le encargó escribir publicidad para las Islas Cook, Fiyi, Niue, Samoa y Tonga. En 1907 navegó a Papúa Nueva Guinea para un trabajo de The Times y The Sydney Morning Herald, y allí permaneció durante veintisiete años, la mayor parte del tiempo en Rona Falls. Se convirtió en una amiga íntima de Hubert Murray y su publicista no oficial. Se unió a las fiestas de exploración y gestionó plantaciones, incluida una con su hermano Ramsay.
También mantuvo correspondencia con Alfred Deakin, segundo, quinto y séptimo primer ministro de Australia, en relación con su trabajo en el Pacífico. En 1936, en compañía de los hermanos Ramsay y Osborne, se retiró a Kelso, Nueva Gales del Sur, donde permaneció por el resto de su vida.

## Película
- The Adorable Outcast (1928) se basó en su novela de 1922 Conn of the Coral Seas.[7]

## Publicaciones
Escribió unos 46 libros, todos agotados, incluyendo:
- Broken Away (1897)[2]
- Vaiti of the Islands (1907) novela
- From Fiji to the Cannibal Islands (1907)
- In the Strange South Seas (1908)
- The New New Guinea (1910)
- When the Red Gods Call (1911) su novela más conocida.
- The Sorcerer's Stone (1914)  (ASIN: B009NNHHTM)
- Coral Queen (1919)
- White Savage Simon (1919)
- Queen Vaiti New South Wales Bookstall Co. Ltd., 1920
- The Little Red Speck (historias cortas) Hurst and Blackett, Ltd., Melbourne, 1922[8]
- The Sands of Oro (1923)
- Conn of the Coral Seas Hurst and Blackett, Ltd., Melbourne, 1922[9]
- The Candles of Katara (1925 cuentos)[10]
- Isles of Adventure (1930) sobre sus propios viajes.